# Beesfund
Beesfund — polska platforma społecznościowego finansowania udziałowego (equity crowdfundingu), założona w 2012 roku przez przedsiębiorcę Arkadiusza Regieca, z siedzibą w Warszawie. Jedna z pierwszych w Polsce i Europie Środkowo-Wschodniej platform crowdfundingowych. Według stanu na grudzień 2019, na platformie przeprowadzono 61 emisji na łączną kwotę 33,9 miliona złotych, zebraną z udziałem ponad 29 tysięcy zarejestrowanych inwestorów (średnio 205 inwestorów na emisję).
Obok głównej platformy, od 2014 roku Beesfund zarządza także, działającą w modelu elastycznym, siostrzaną platformą finansowania społecznościowego. Spółka ma uruchomić kolejną patformę crowdfundingową, dedykowaną sektorowi nieruchomości, a także rozpocząć działalność w Rumunii oraz na Słowacji.

## Historia

### Geneza platformy

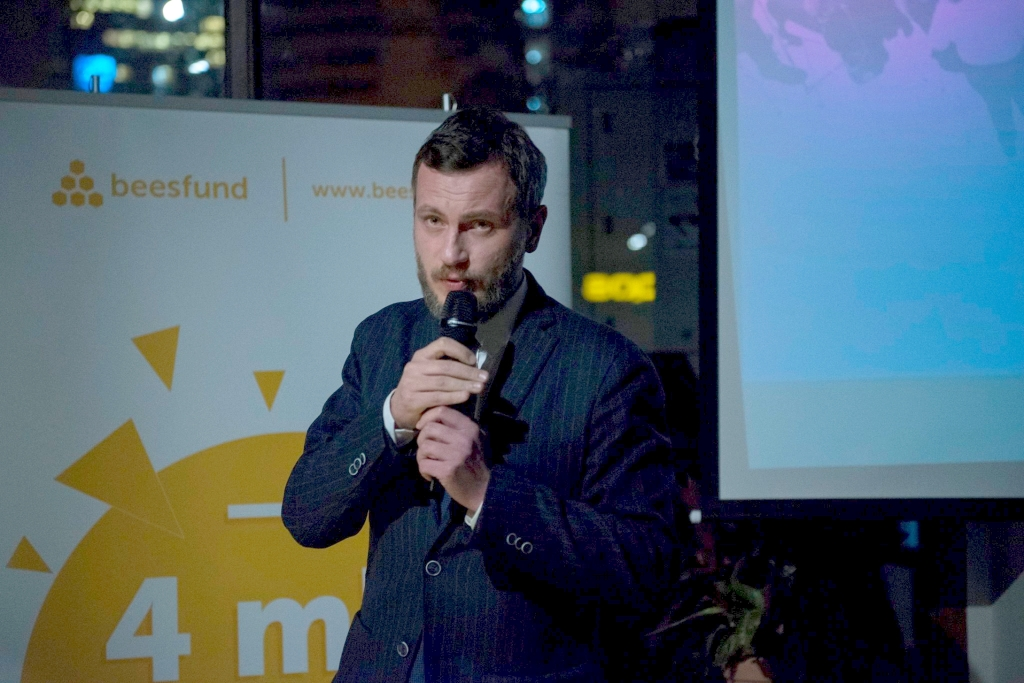
Arkadiusz Regiec, prezes spółki

W 2012 roku Arkadiusz Regiec, student prawa oraz politologii na Uniwersytecie Warszawskim, szukał wsparcia finansowego na rozpoczęcie biznesu, jednak nikt z grona znajomych nie chciał ryzykować pożyczek. Potrzebną kwotę uzbierał dzięki kolejnym drobnym datkom, co w rezultacie zainspirowało go do stworzenia mechanizmu zbiórki w zorganizowanej formie. Za wzorzec posłużyła amerykańska platforma finansowania społecznościowego Kickstarter. Analogiczny mechanizm Regiec postanowił usytuować w polskiej rzeczywistości prawnej.
Obok stosowanego na Kickstarterze modelu finansowania społecznościowego opartego na systemie nagród (reward-based crowdfunding), na świecie funkcjonuje także model dłużny (lending crowdfunding), w którym przedsiębiorca pożycza pieniądze na swój projekt od grupy pożyczkodawców, oraz model udziałowy (equity crowdfunding), w którym zbiórki stanowią emisje akcji spółek. Przy czym poprzez społecznościowe finansowanie udziałowe nie można zebrać funduszy porównywalnych z tradycyjnym rynkiem kapitałowym, dlatego nie jest ono konkurencją dla giełdy papierów wartościowych ani alternatywnego systemu obrotu NewConnect. Początkującym firmom kapitał zapewniają małe wpłaty od wielu osób, dzięki czemu przedsiębiorstwo środki na rozwój może zebrać w krótkim czasie.
Celem Beesfundu jest uzupełnienie niezagospodarowanego miejsca na rynku finansowym, obok dojrzałych spółek sprzedających akcje na Giełdzie Papierów Wartościowych, oraz mniejszych, wchodzących na rynek NewConnect. Rynek społecznościowy umożliwia więc inwestowanie w startupy i dynamicznie rozwijające się spółki przez osoby dysponujące małym kapitałem. Regiec zaoferował możliwość zakupu akcji spółek zakładając jedną z pierwszych w Polsce platform finansowania społecznościowego o charakterze udziałowym, dzięki której osoba wpłacająca nie ogranicza się do przekazania wsparcia, ale staje się współwłaścicielem przedsięwzięcia. Start platformy ogłosił 31 maja 2012, podczas pierwszej konferencji Polskiego Towarzystwa Crowdfundingu, zapowiadając możliwość dodawania projektów udziałowych, nieudziałowych oraz hybrydowych, jednocześnie ogłaszając plany wejścia na rynki zagraniczne.

### Początki
Platforma Beesfund została uruchomiona 13 sierpnia 2012 pod hasłem „Pomagamy realizować dobre pomysły”. Pierwszego dnia, w trzech z czterech zamieszczonych projektów pojawiły się pierwsze wpłaty, a po południu ich suma przekroczyła pierwszy tysiąc złotych. Najwięcej środków, od siedmiu osób, i 1,4% celu pozyskał projekt, w którym społeczność mogła zainwestować w samą spółkę Beesfund, wycenioną na 1 milion złotych.
Przez pierwsze lata funkcjonowania platformy jej założyciele ewangelizowali rynek, przekonując do formuły finansowania społecznościowego. Własna emisja służyła jako przykład na dowód legalności publicznych emisji akcji oferowanych bez prospektu emisyjnego czy memorandum informacyjnego, zgodne z wytycznymi Komisji Nadzoru Finansowego. Beesfund jest przedstawiany jako inkubator dla najmniejszych firm, które potrzebują pieniędzy na rozwój i chcą zebrać doświadczenie na małych emisjach, oraz możliwość rozproszenia ryzyka dla inwestorów niepewnych inwestycji w nieznane startupy.
W październiku 2012 cel finansowy własnej kampanii na 50 tysięcy złotych platforma uzyskała dzięki 69 inwestorom. W pakietach 10 akcji po 100 złotych każda sprzedano 5 tysięcy akcji, stanowiących 5% ogółu akcji spółki. Większość wpłat nie przekroczyła 100 złotych. Dla wszystkich projektów udziałowych w platformie wprowadzono zasadę nieprzekraczalności celu finansowego.

### Pierwsza siostrzana platforma
W lipcu 2014 spółka Beesfund uruchomiła siostrzaną platformę finansowania społecznościowego OdpalProjekt.pl, pierwszą w Polsce działającą w opartym na nagrodach modelu elastycznym flexible funding, inspirowanym amerykańską platformą Indiegogo. Mimo określenia celu finansowego, projektodawca otrzymuje wszystkie środki zgromadzone w ciągu kampanii i jest zobowiązany do realizacji projektu.
OdpalProjekt.pl jest skierowana do inwestorów zainteresowanych projektami debiutanckimi, konkretnymi i jednorazowymi — wydarzeniem kulturalnym, wydaniem płyty, gry lub książki. Pieniądze od internautów są pozyskiwane w formułach „Bierzesz ile zbierzesz” (z prowizją 6,9%) oraz „Wszystko albo nic” (z prowizją 4,9%). Bez względu na wysokość otrzymanego wsparcia zebrane w trakcie kampanii fundusze trafiają do projektodawcy, co nie zwalnia go z obowiązku przygotowania świadczeń zwrotnych w postaci nagród.

### Wzrost zainteresowania
Do 2015 roku na platformie przeprowadzono 5 udanych emisji otwartych, w ramach których pozyskano łącznie ponad 1,5 miliona złotych. W 2016 roku Beesfund przeprowadza 6 emisji, w których pozyskano łącznie ponad 1,7 miliona złotych. Baza platformy liczy wówczas 1049 aktywnych inwestorów, którzy kupili przynajmniej jedną akcję. Według Regieca, z platformy korzystają zarówno osoby związane z biznesem emitującym udziały, jak i profesjonalni inwestorzy, a także osoby z Listy 100 najbogatszych Polaków tygodnika „Wprost”.
W 2017 roku społecznościowe finansowanie udziałowe staje się w Polsce coraz bardziej popularne. W dorocznym raporcie Polskie Startupy Fundacji Startup Poland 11% startupów zadeklarowało, że szuka finansowania poprzez crowdfunding (w 2016 roku było ich 3%). Beesfund przeprowadza łącznie 11 emisji. W każdej brało wówczas udział średnio 140 inwestorów. Ma wówczas 8 tysięcy zarejestrowanych inwestorów, spośród których inwestycji dokonała jedna czwarta. Większość z nich aktywnie śledzi rozwój spółki, część przekazuje swoje porady, chociaż wartość wyłożonych kwot nie przekracza kilkuset złotych. Ówczesne przepisy pozwalały na zebranie w zbiórkach społecznościowych do 100 tysięcy euro (około 400 tysięcy złotych). Przy przekroczeniu tego limitu emisja byłaby uznana jako publiczna w rozumieniu Ustawy o ofercie publicznej, co wymagałoby wydania przez spółkę prospektu emisyjnego, obciążającego emisję dużo większymi kosztami.
Po kolejnych udanych kampaniach twórcy Beesfund zachęcają pomysłodawców biznesów: „Absolutnie kluczowe jest pełne zaangażowanie twórcy projektu w jego promocję, rozprzestrzenienie informacji, zachęcanie do wsparcia i udostępniania linku do projektu wśród znajomych znajomych.”

### Rozwój sieci inwestorów
W listopadzie 2017 Beesfund przeprowadził dwudziestą emisję — 400 tysięcy złotych chciał pozyskać startup City Inspire. Wszystkie emisje na platformie, otwarte i zamknięte, są wówczas warte łącznie 18 milionów złotych. Wszyscy emitenci Beesfundu utrzymują się na rynku. Pierwsi z nich osiągają zakładane cele biznesowe. Coraz częściej do emisji przystępują także spółki, w które zainwestowały już fundusze venture capital, a które dalsze finansowanie zbierają od społeczności. Przykładem spółka ACR Systems, w którą w 2015 roku 1,5 miliona złotych zainwestował poznański fundusz SpeedUp Venture Capital Group.
W grudniu 2017 Regiec szacuje, że polski rynek crowdfundingu udziałowego jest wart około 20 milionów złotych, z opcją wzrostu do 80 milionów złotych, a pod warunkiem szybkiego podniesienia limitów wartości dla publicznych emisji papierów wartościowych, nawet 300 milionów złotych.

### Gwałtowny wzrost
W całym 2018 roku Beesfund przeprowadził emisje udziałów 13 spółek, które zebrały w sumie 4,6 milionów złotych. W lipcu 2018 baza Beesfundu liczy 6800 zarejestrowanych inwestorów. 16 projektów pozyskało całą kwotę finansowania. W maju 2019 platforma miała 21,3 tysięcy zarejestrowanych użytkowników i przeprowadziła łącznie ponad 40 emisji akcji, zbierając w sumie ponad 23 miliony złotych. W sierpniu 2019, w 53 emisjach na platformie Beesfund, przy udziale 23,5 tysiąca inwestorów zebrano 28 milionów złotych.
Tylko od stycznia do czerwca 2019 emitenci Beesfundu przeprowadzili na platformie 16 emisji (ponad 700 procent więcej, rok do roku), na łączną kwotę 14,5 milionów złotych, w 18252 wpłatach, dokonanych przez 14998 aktywnych inwestorów, w tym 16913 nowych inwestorów. W sierpniu 2019 łączna suma funduszy zebranych przez Beesfund przekroczyła 30 milionów złotych. Do końca 2019 roku Beesfund zapowiedział przeprowadzenie 40 emisji.
W lutym 2021 stanowisko menedżera innowacji objął w firmie Marcin Giełzak, który był następnie do 2023/2024 jej dyrektorem zarządzającym.

## Charakterystyka platformy

### Jak działa Beesfund
Beesfund jest jedną z pierwszych w Europie Środkowo-Wschodniej platform społecznościowego finansowania udziałowego, działającą w modelu sprzedaży akcji. Pozwala spółkom zarówno na oferowanie udziałów, w uproszczonej ofercie publicznej, jak i oferowanie określonych nagród. Spółki emitujące udziały wykorzystują Beesfund do budowania społeczności inwestorów wokół swoich pomysłów, a także do prowadzenia kampanii promujących emisje.
W otwartych emisjach publicznych, jakimi są emisje społecznościowego finansowania udziałowego, kwotą możliwą do pozyskania jest obecnie 1 milion euro. Emitent nie musi wydawać prospektu emisyjnego ani memorandum informacyjnego, dlatego na Beesfund przeważają spółki z gotowym modelem biznesowym, którym zależy na rozproszeniu kapitału i udziałowców. Dzięki społeczności inwestorów platforma pozyskuje kapitał, podczas gdy emitent musi się przekształcić w spółkę akcyjną lub komandytowo-akcyjną, co przygotowuje firmę do wejścia na rynek kapitałowy, w tym NewConnect oraz GPW.
Na początkowym etapie rozwoju spółki trudno oszacować jej wyniki. Dlatego istotnym czynnikiem przy selekcji spółek do emisji akcji jest potencjał rynkowy biznesu, biznesplan, ocena międzynarodowego potencjału biznesowego, a także osoby założycieli i ich dotychczasowe sukcesy. Powodzenie emisji jest wynikiem uważnej oceny społeczności inwestorów, stąd zdarzają się także emisje nieudane, które mogą nawet poprzedzić zamknięcie spółki. W październiku 2018 z pięciu spółek, które nie zebrały środków, działa tylko jedna.

### Przebieg emisji
Aby zebrać kwotę ustaloną przez spółkę, jej właściciele muszą zareklamować swój pomysł i przekonać do niego społeczność inwestorów. Sama emisja udziałów stanowi bezpłatną weryfikację planów biznesowych. Twórcy Beesfundu chcą, aby był z nią związany ładunek emocjonalny — dotychczas na platformie przeprowadzono emisje: klubów sportowych, producentów alkoholi oraz producentów gier. Obok emisji akcji Beesfund zajmuje się także przekształcaniem formy prawnej emitentów.
Fakt zainteresowania biznesem przez kilkudziesięciu lub kilkuset akcjonariuszy pomaga w otrzymaniu kredytu bankowego na rozwój i może mieć wpływ na zaangażowanie potencjalnych inwestorów strategicznych. To także sposób na program motywacyjny dla pracowników. Z kolei osoba, która zakupiła akcje spółki, zyskuje prawo do dywidendy lub sprzedaży akcji (potwierdzone papierowym certyfikatem). Obecnie drobne transakcje mogą odbywać się jedynie między akcjonariuszami, ponieważ emitenci Beesfundu nie prowadzą spółek publicznych. Chyba że większość udziałów emitenta obejmie duży inwestor i wprowadzi go na rynek publiczny. Użytkownicy Beesfund mogą dokonywać płatności także z wykorzystaniem bitcoinów. Niezrealizowanie celu finansowego nie wiąże się z porażką projektu (model „bierzesz ile zbierzesz”).
Nie wszystkie emisje equity crowdfundingowe spółek kończą się jednak zebraniem całego zaplanowanego kapitału. Zaważyć może brak zasobów ludzkich na przeprowadzenie skutecznej kampanii, zbyt mała liczba osób przekonanych do inwestycji, lub brak pomysłu na skuteczne przekonanie inwestorów.

### Społeczność udziałowców
Obok finansowania spółek wartość crowdfundingu udziałowego stanowi sama społeczność mikroinwestorów gotowych powierzyć swoje pieniądze grupie ludzi z pomysłem na biznes. Inwestorzy mają nadzieję na zwrot z inwestycji w przyszłości, pierwszej i potencjalnie kolejnych, a w efekcie interes w tym, aby spółka rozwijała się dynamicznie i konsekwentnie. Poprawnie zarządzana społeczność z taką motywacją to wsparcie merytoryczne dla zarządu, źródło cennych kontaktów — grupa ambasadorów, mogących pomóc rozwiązywać problemy organizacji.
Dzięki społeczności udziałowców pomysłodawcy biznesu zyskują walidację jego grupy konsumenckiej, co przy okazji jest pierwszą wyceną spółki. Punktem odniesienia w rozmowach z aniołem biznesu lub funduszem venture capital. To także szansa na rozgłos i dostęp do grupy doradców: prawników, zawodowych inwestorów, przedsiębiorców i informatyków. Często spółki przygotowują także pakiet dodatkowych gratyfikacji: pakiety produktów lub karty członkowskie.

### Ryzyko
Inwestycje w początkujący startup są obarczone wysokim ryzykiem — osoby inwestujące muszą przemyśleć, ile pieniędzy mogą potencjalnie stracić, oraz nastawić się na długi termin zwrotu inwestycji, który może wynosić kilka lat. W odróżnieniu od Giełdy Papierów Wartościowych, Beesfund pozwala wyłącznie na zakup akcji, natomiast nie daje możliwości ich sprzedaży.
Chociaż statystyki i przykłady społecznościowego finansowania udziałowego w inwestycje o wysokiej stopie wzrostu, zarówno ze świata, jak i z Polski, są bardzo optymistyczne (zysk może sięgnąć 50 procent w skali roku), to niektóre projekty na platformie Beesfund przepadają. Porażki biznesowe są wliczone w istotę przedsiębiorczości, zwłaszcza innowacyjnej, tym bardziej gdy kapitału szukają początkujące firmy na etapie poszukiwania modelu biznesowego. Dlatego inwestor wpłacający własne środki na projekty poprzez Beesfund ponosi duże ryzyko. Przy czym jest ono o wiele większym zagrożeniem, niż oszustwa, które w tej formie inwestycji zdarzają się niezmiernie rzadko. Ryzyko inwestycyjne jest mniejsze, gdy spółka posiada już model biznesowy i chce go rozwijać.
Aktualnie na polskim rynku nie ma miejsc, w których akcje z emisji crowdfundingowych można sprzedać poza zorganizowanymi grupami akcjonariuszy. Zainwestowany kapitał zostaje ograniczony na platformie, dlatego korzystne jest inwestowanie małej kwoty i rozkładanie jej na wiele projektów. Natomiast ryzyko jest tym większe, im większa wpłata. O ile na portalu PolakPotrafi.pl średnia wysokość wsparcia wynosi około 100 złotych, o tyle na Beesfund średnia inwestycja to 800 złotych. O ryzyku powinien pamiętać każdy inwestor, bo crowdfunding udziałowy nie jest spontanicznymi wydarzeniami, ale inwestycjami w akcje (w przypadku portalu GetFunded także w udziały spółek z ograniczoną odpowiedzialnością).
Głosy krytyki zwracają uwagę na brak kontroli inwestora nad tym, co zdarzy się z przedsięwzięciem, w które włożył pieniądze oraz na brak obowiązków informacyjnych. Inwestor może przez lata nie wiedzieć nic o projekcie, w który zainwestował. Tak ze zmianą modelu biznesowego, jak i zamknięciem biznesu. Sceptycznie jest postrzegana także kwestia opłacalności wspierania projektów w zamian za udziały. Na stan z sierpnia 2019 ani jeden polski projekt sfinansowany w tym modelu nie wypłacił dywidendy.

## Próg wysokości emisji
Chociaż Prawo Unii Europejskiej nie odnosi się z nazwy do społecznościowego finansowania udziałowego (equity crowdfundingu), to ustala limit dla publicznych emisji papierów wartościowych (akcji lub obligacji) do nieokreślonego adresata, bez potrzeby wydania prospektu emisyjnego ani memorandum, wymaganego przy wejściu na rynek giełdowy. Bez procedur wymaganych przez organ nadzoru finansowego emisja i handel papierami wartościowymi nie mogły się odbywać powyżej limitu 100 tysięcy euro. Ale 21 lipca 2018 weszła w życie unijna dyrektywa zwiększająca limit wysokości publicznych ofert poza sektorem bankowym.
Nową kwotę kraje członkowskie mogły ustalić na poziomie od 1 miliona do 8 milionów euro. Polska musiała dostosować się do tych regulacji do lutego 2019. Licząc na rozwój rynku MSP, Ministerstwo Finansów zdecydowało się na wariant minimum – na razie wydaje zgodę na zbiórkę do maksymalnie 1 miliona euro.
Prezes Beesfund Arkadiusz Regiec uczestniczył w pracach podgrupy roboczej ds. crowdfundingu w KNF. Na podstawie wzrostów w innych krajach szacował, że nowy limit pozwoli przekroczyć sto zbiórek w skali roku, a łączna kwota zebranych pieniędzy na wszystkich platformach sięgnie kilkudziesięciu milionów euro. Dzięki podniesieniu kwoty limitu zbiórki, crowdfunding udziałowy stał się istotnym elementem rynku kapitałowego. Liczba emisji i zebrane kwoty na Beesfund szybko rosną. Regiec postuluje, aby inwestowanie w innowacyjne spółki w ramach equity crowdfundingu było dostępne dla każdego obywatela w Polsce przy ulgach podatkowych, które sprawią, że inwestorzy chętnie poniosą ryzyko inwestycyjne.

## Najważniejsze kampanie

### Wisła Kraków

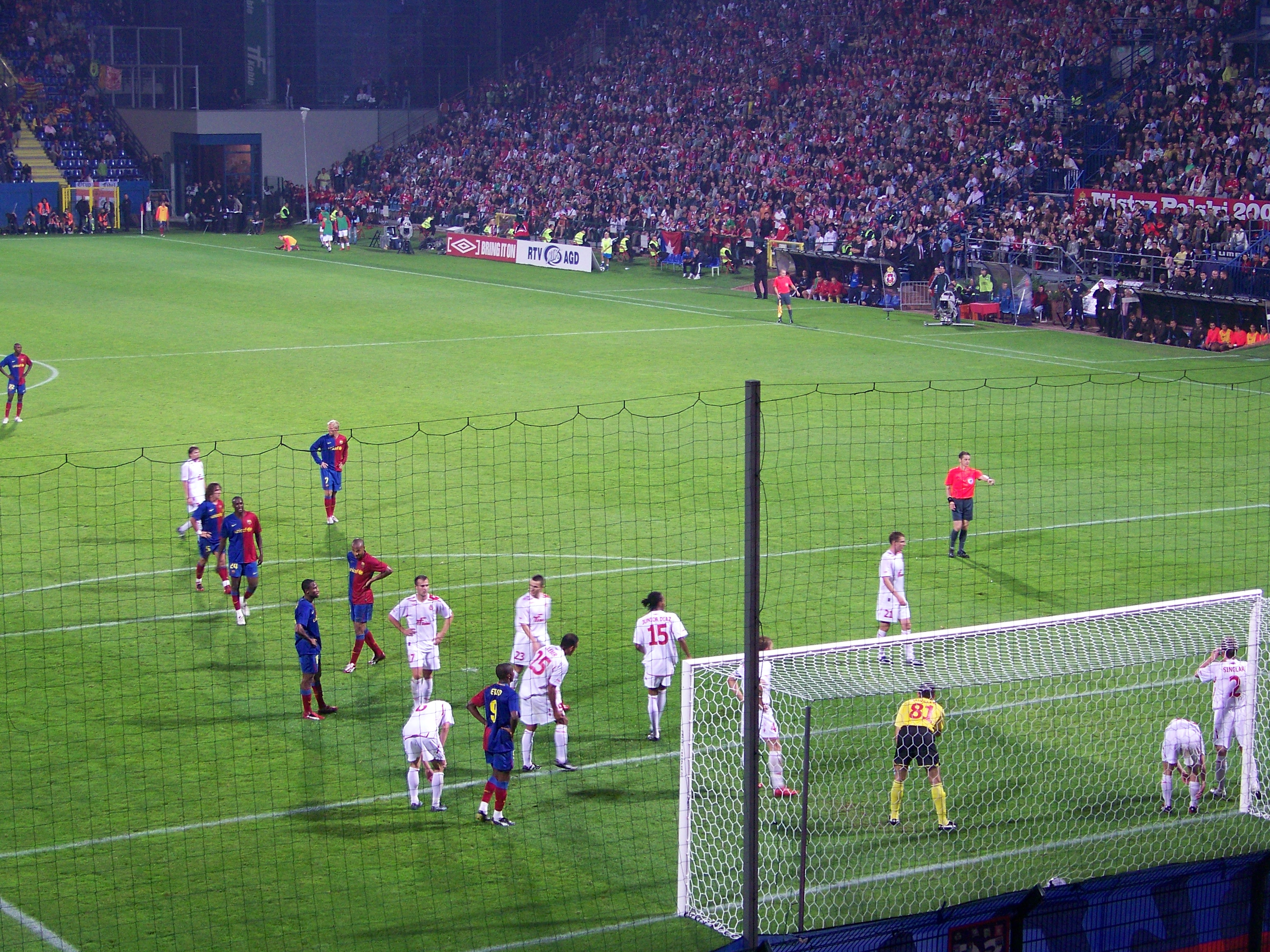
Mecz Wisły Kraków z FC Barcelona, sierpień 2008

Na początku stycznia 2019 prezes Beesfundu Arkadiusz Regiec poinformował o analizie możliwości przeprowadzenia emisji akcji piłkarskiej spółki Wisła Kraków, która do spłaty zadłużenia potrzebowała 80 milionów złotych. 17 stycznia Beesfund podpisała umowę z Wisłą, po czym 5 lutego, w ciągu jednej doby 9129 inwestorów zebrało na platformie 40 tysięcy akcji (5,115 procent) o łącznej wartości 4 miliony złotych. W pierwszej tego typu inicjatywie w Polsce, podwyższono kapitał piłkarskiej spółki, która osiągnęła nawet nieznaczny zysk finansowy dzięki emisji akcji, pożyczkom, zrzutkom, transferom oraz sprzedaży karnetów za łącznie 14,2 miliona złotych.
Przedstawiciele klubu podkreślali wartość symboliczną akcji klubu, symbolu zjednoczenia wiślackiej społeczności. Jest to pierwsza tego typu inicjatywa w Polsce. Każda osoba, która zakupi akcje otrzyma imienny dokument. Do zakupu akcji zachęcały dodatkowe korzyści: opaska, plakat. Przy większych kwotach koszulka Wisły z podpisami zawodników, karnety VIP Gold oraz kolację z członkami zarządu i rady drużyny. Po sukcesie akcji crowdfundingowej na platformę Beesfund zgłosiło się ponad 20 innych polskich i zagranicznych klubów sportowych, nie tylko piłki nożnej. Beesfund podpisał umowy z kolejnymi polskimi klubami piłkarskimi.

### Inne Beczki
W marcu 2016 wystartowała kampania rzemieślniczego browaru Inne Beczki. Jego założyciele chcąc zdyskontować sukces małego baru z piwem Spotkanie ze Szpiegiem, który zdążył przyciągnąć społeczność, planowali zainwestować 400 tysięcy złotych na stworzenie browaru. Całą kwotę ponad 700 inwestorów zebrało w ciągu 11 dni. Cena jednej akcji wynosiła 40 złotych. Spółka zapowiedziała dywidendę w ciągu najbliższych lat.
Przychody ze sprzedaży akcji pozwoliły na realizację celów w zakresie produkcji, dystrybucji i budowania marki, a wysokie zaangażowanie konsumenckie sprawiło, że browar jest w stanie się rozwijać organicznie i przewidywalnie. Jego akcjonariusze chcąc zwiększać swój potencjalny zysk pracują na wzrost wartości spółki, regularnie kupując jej piwo w sklepach i zamawiając je w lokalach. Emisja na Beesfundzie skłoniła anioła biznesu do zainwestowania w spółkę, która w lipcu 2018 kosztem 14 milionów złotych uruchomiła wytwórnię Browar Błonie.

### InPay
Pierwszą firmą zewnętrzną, której udało się zebrać na platformie Beesfund fundusze na rozwój swojego systemu oraz ekspansję w Polsce i w Europie, była spółka InPay, pierwszy w Europie Środkowej dostawca rozwiązań płatności bitcoinami. Po aprobacie Komisji Nadzoru Finansowego, w listopadzie 2014, na tydzień przed czasem, 5% akcji spółki za sumę 200 tysięcy złotych kupiło 181 inwestorów z całego świata. W emisji imiennych udziałów spółki InPay w platformie Beesfund po raz pierwszy na świecie umożliwiono płatności bitcoinami, co pozwoliło na szybki zakup zarejestrowanych akcji i obniżenie kosztów transakcji.

### Migam
W sierpniu 2012, jednym z pierwszych projektów na platformie była zbiórka na wydanie podręcznika do nauki języka migowego. Autorzy prowadzą spółkę Migam, która ułatwia komunikację między osobami posługującymi się językiem migowym i słyszącymi. W maju 2014 Beesfund uruchomił kampanię startupu. Chociaż na półmetku oferty Migam zgromadził zaledwie nieco ponad 4 procent oczekiwanej kwoty, do spółki zgłosili się inwestorzy strategiczni, a w kwietniu 2017 odbyła się ponowna emisja na platformie Beesfund.

## Największe udane emisje
| Lp. | Zebrana kwota (zł) | Nazwa spółki                  | Kategoria             | Oferowane udziały | Cena akcji (zł) | Oferowane akcje | Ilość inwestorów | Próg sukcesu emisji (zł) | Data zamknięcia emisji |
| --- | ------------------ | ----------------------------- | --------------------- | ----------------- | --------------- | --------------- | ---------------- | ------------------------ | ---------------------- |
| 1   | 4 000 000,00       | Wisła Kraków                  | klub sportowy         | 5,115%            | 100,00          | 40 000          | 9 129            | 100                      | 6 marca 2019           |
| 2   | 3 877 275,83       | Browar Jastrzębie             | browar                | 35,15%            | 0,23            | 17 400 000      | 4 345            | model elastyczny         | 22 stycznia 2019       |
| 3   | 2 538 924,50       | Mazurska Manufaktura Alkoholi | producent alkoholi    | 12,5%             | 29,75           | 142 857         | 1 010            | 100 019                  | 1 lipca 2019           |
| 4   | 1 396 337,00       | Ogen                          | badania genetyczne    | 17%               | 41,00           | 102 410         | 592              | 100 040                  | 29 kwietnia 2019       |
| 5   | 1 273 980,00       | Browar Brodacz                | browar                | 40%               | 60,00           | 66 667          | 1 104            | model elastyczny         | 26 lutego 2019         |
| 6   | 1 252 700,00       | Wealthon Fund                 | usługi finansowe      | 20%               | 20,00           | 100 000         | 264              | 200 000                  | 12 kwietnia 2019       |
| 7   | 815 423,00         | MC² Innovations               | usługi informatyczne  | 5%                | 133,00          | 5 263           | 266              | model elastyczny         | 2 lutego 2019          |
| 8   | 599 994,00         | Pelixar                       | lotnictwo bezzałogowe | 10%               | 54,00           | 11 111          | 227              | 59 994                   | 25 kwietnia 2019       |
| 9   | 521 920,00         | Escola                        | software house        | 12 903%           | 70,00           | 16 000          | 168              | 200 060                  | 1 lipca 2019           |
| 10  | 509 600,00         | Ed Red                        | restauracja           | 9,09%             | 100,00          | 10 000          | 304              | 50 000                   | 13 stycznia 2019       |

## Akcelerator
8 czerwca 2017 spółka Beesfund i Giełda Papierów Wartościowych w Warszawie zainicjowały Akcelerator GPW, wspólną inicjatywę, mającą wspierać budowanie relacji biznesowych pomiędzy startupami a spółkami notowanymi na GPW (zwłaszcza zarządów i rad nadzorczych), inwestorami, funduszami venture capital i innymi akceleratorami. 1 października 2017 GPW i Beesfund ogłosiły 100 startupów i spółek do pierwszego etapu Akceleratora, rozpoczynając budowę platformy akceleracyjnej dla startupów, inwestorów społecznościowych z Europy Środkowo-Wschodniej, administracji państwowej i innych uczestników rynku kapitałowego.
W lutym 2018 Regiec odniósł się do gwałtownych zmian zachodzących w GPW: „Prezes Maciejewski widział w crowdfundingu poważną szansę na nowy impuls dla giełdy, prezes Tamborski dostrzegał crowdfunding, ale uważał, że nie czas na róże, kiedy płoną lasy OFE, prezes Grzywiński podpisywał ze mną porozumienie, aktualny prezes Dietl również wspomina o crowdfundingu w kontekście działań fundacji GPW”. W październiku 2018 Regiec potwierdził, że Akcelerator GPW ostatecznie nie wystartował. Budowy własnego akceleratora Beesfundu podjął się Mateusz Tulecki, twórca konferencji InternetBeta.

## TokenBridge
W lipcu 2017 spółka Beesfund powołała projekt TokenBridge dedykowany technologii blockchain, w ramach którego tworzy mechanizm tokenizowania akcji, obligacji, funduszy inwestycyjnych typu exchange traded fund, oraz przeprowadzania emisji ICO. Proces wymiany akcji pochodzących z giełd całego świata na kryptowaluty ma przebiegać przy użyciu tokenów w standardzie ERC-20, reprezentujących rzeczywiste akcje spółek obecnych na giełdach. TokenBridge pozwoli na zbieranie tych akcji z giełdy i wydawanie sparowanych tokenów, bezpłatnie dla każdego handlującego. W procesie tokenizacji (dołączania tokenów do papierów wartościowych) TokenBridge przejmie fizycznie posiadanie akcji, tworzy rejestr kontrolowanych papierów wartościowych zabezpieczonych tokenami oraz wypuszcza tokeny do blockchaina.
W sierpniu 2017 Beesfund wydała emisję ICO projektu TokenBridge, stokenizowała pierwsze aktywa, a także rozpoczęła współpracę z pierwszymi firmami o odpowiednim wolumenie transakcji i zainteresowaniu inwestorów. Spółka rozważa wydanie dedykowanego tokena do zakupu usług oraz roczną opłatę za utrzymanie tokenów. W listopadzie 2018 TokenBridge dołączył do programu akceleracyjnego PKO Banku Polskiego, w ramach platformy rozwoju innowacji pod nazwą Let’s Fintech with PKO Bank Polski.
Od maja 2019 Beesfund pracuje nad algorytmami obsługującymi tworzenie inteligentnych umów cyfrowych oraz procesem wymiany tokenów za pomocą kryptowalut, do przeprowadzania emisji tokenów udziałowych. Do analizy wyników finansowych spółek i podniesienia efektywności komunikacji z akcjonariuszami, Beesfund zaimplementuje narzędzie predykcyjne wykorzystujące uczenie maszynowe.

### Ostrzeżenie KNF
22 listopada 2017 Komisja Nadzoru Finansowego oraz organy nadzoru innych państw, ostrzegły przed inwestycjami w monety i tokeny nabywane w ramach ICO, za określoną kryptowalutę, co ma się wiązać z oszustwami i możliwością utraty wszystkich pieniędzy bez ochrony prawnej. Arkadiusz Regiec zaapelował do KNF o jak najszybsze utworzenie grupy roboczej do spraw Initial Coin Offerings i przygotował łatwą legislację dla polskich startupów z branży fintech.

## Ujawnione plany
Beesfund chce, aby ze społecznościowego finansowania udziałowego w Polsce korzystały nie tylko startupy, ale także dojrzałe spółki. Platforma szuka średnich firm, które charakteryzują się dynamicznymi wzrostami, w tym firm rodzinnych, które przechodzą moment sukcesji. Dodatkowych środków szukają także kluby sportowe oraz samorządy. Beesfund prowadzi rozmowy z kilkoma gminami, w celu emisji obligacji miast lub gmin, z gwarancjami skarbu państwa.

### Ekspansja międzynarodowa
Beesfund ma rozpocząć działalność w Rumunii, w styczniu 2020, oraz na Słowacji. Procesem ekspansji spółki kieruje były prezes GPW i twórca NewConnect Ludwik Sobolewski.
Właściciele platformy chcą, aby Beesfund stał się największą platformą w regionie Międzymorza, pomagać startupom z Litwy, Łotwy, Estonii, Bułgarii, Węgier, Białorusi, Ukrainy oraz krajów byłej Jugosławii i Gruzji. Poszukują także inwestorów w krajach zachodnich. Beesfund chce konkurować z największym w Europie brytyjskim rynkiem equity, na którym w 2016 roku 21 procent emisji przeprowadziły dwie platformy crowdfundingu udziałowego Crowdcube oraz Seedrs. W Polsce finansowanie społecznościowe odpowiada obecnie za 1 procent rynku equity.

### Taon Property
W czerwcu 2019 Beesfund utworzył spółkę zależną Taon Property, która zarządza siostrzaną platformą crowdfundingu udziałowego w sektorze nieruchomości. Platforma umożliwi zbiórkę pieniędzy na cele inwestycyjne, z wkładami od 50 złotych od indywidualnych inwestorów. Taon Property umożliwi inwestycje w przestrzenie biurowe i użytkowe. Działalność rozpocznie emisja udziałów nowej spółki na platformie Beesfund.

### Biuro maklerskie i alternatywny system obrotu
Beesfund planuje wystąpić o licencję na prowadzenie biura maklerskiego, które pozwoli na emisje rzędu 20-30 milionów złotych. Natomiast jako uzupełnienie rynku NewConnect, Beesfund ma wystąpić o prowadzenie regulowanego alternatywnego systemu obrotu MTF (multilateral trading facility), z możliwością obrotu udziałami w spółkach z ograniczoną odpowiedzialnością, opartego na rozproszonym rejestrze danych w technologii blockchain. Pozwoli ona na stworzenie paneuropejskiego parkietu dla innowacyjnych spółek z całego kontynentu. W celu realizacji planów Beesfundu planuje własną emisję akcji i pozyskanie kapitału.
Inicjatywą stworzenia rynku private market oraz alternatywnego systemu obrotu akcjami kieruje Sobolewski. W tworzeniu platformy obrotu wtórnego uczestniczy były wiceprezes Giełdy Papierów Wartościowych Michał Cieciórski.
W październiku 2018 GPW ogłosiła plany stworzenia analogicznej platformy o nazwie Warsaw Private Market, umożliwiającej handel udziałami z emisji crowdfundingowych i ograniczony obrót wtórny, wykorzystujący technologię blockchain. Do zapowiedzi odniósł się Regiec: „Rynek kapitałowy jest za nudny, nic się nie dzieje, jest potrzebny jakiś chuligan. Idę o zakład, że prędzej Beesfund postawi taki rynek.”

### Beescamp
Prezes Beesfund Arkadiusz Regiec ma zbudować kemping dla innowacyjnych firm nad jeziorem Ukiel w Olsztynie. Budowa miejsca pracy i domu dla twórców, które ma pomieścić minimum 60 pokoi oraz 30 miejsc na wozy kempingowe i pole namiotowe, ma kosztować 4 do 10 milionów złotych. Na kemping o powierzchni 5 hektarów będzie można przenieść swoją działalność na czas wakacji lub na stałe. 17 czerwca 2019 spółka Beesfund podpisała umowę dzierżawy na 20 lat. Regiec liczy na to, że kemping sfinansuje społeczność inwestorów. Prace nad projektem kempingu rozpoczną się w 2020 roku, otwarcie ma nastąpić około 2021 roku. Ma się na nim znaleźć ekspozycja rozwiązań startupowych: zeroemisyjności, domków solarnych, silnika Stirlinga oraz agrotechnologicznych i technologii żywności.

## Nagrody i wyróżnienia
W czerwcu 2018 spółka BeesFund została jednym z laureatów plebiscytu Aulery organizowanego przez społeczność Aula Polska, w którym praktycy branży technologicznej wyróżniają liderów rynku i wskazują najlepsze polskie firmy z globalnym potencjałem.